# White Motor Company
White Motor Company – dawne amerykańskie przedsiębiorstwo branży motoryzacyjnej produkujące głównie samochody ciężarowe, z siedzibą w Cleveland, w stanie Ohio.

## Historia
Początki przedsiębiorstwa sięgają 1859 roku, gdy Thomas White otworzył w Orange, w stanie Massachusetts firmę produkującą maszyny do szycia. W 1866 roku siedzibę przedsiębiorstwa przeniesiono do Cleveland. W 1900 roku wraz z czterema synami – Thomasem, Rollinem, Walterem i Windsorem, opracował samochód napędzany silnikiem parowym i założył spółkę White Motor Company, która sześć lat później osiągnęła produkcję na poziomie 1500 samochodów rocznie.
W okresie I wojny światowej przedsiębiorstwo wyprodukowało około 18 000 samochodów ciężarowych dla amerykańskiej armii. Po wojnie spółka zaprzestała produkcji samochodów osobowych. Spadek sprzedaży spowodowany wielkim kryzysem lat 30. wymusił przejściowe połączenie ze Studebakerem. Podczas II wojny światowej White Motor Company produkowało samochody pancerne M3 Scout Car, a także półgąsienicowe pojazdy M2 i M3 Halftrack.
W latach 50. przedsiębiorstwo nabyło kilka innych spółek produkujących samochody ciężarowe: w 1951 roku Sterling Trucks, w 1953 Autocar Company, w 1957 REO Motor Car Company, a w 1958 Diamond T Motor Car Company. Marka Sterling została wkrótce po zakupieniu wycofana z rynku, natomiast REO oraz Diamond T zostały w 1967 roku połączone w Diamond REO Trucks. W tym samym roku powołana została marka Western Star, pod którą oferowano pojazdy na zachodnim wybrzeżu Stanów Zjednoczonych. W latach 1952–1977 w sieci sprzedaży White pod marką White-Freightliner sprzedawane były pojazdy produkowane przez przedsiębiorstwo Freightliner Trucks.
W 1981 roku spółka White Motor Company została wykupiona przez Volvo AB, a marki White ostatecznie zaprzestano używać w latach 90.